# Troncal de la Sierra
La Troncal de la Sierra (E35) es una vía primaria, o corredor arterial, de la Red Vial Estatal de Ecuador que atraviesa las provincias Andinas de Carchi, Imbabura, Pichincha, Cotopaxi, Tungurahua, Chimborazo, Cañar, Azuay, y Loja. Es parte de la Carretera Panamericana.

## Descripción
La Troncal de La Sierra (E35) está ubicada en toda su extensión en el valle interandino entre las cordilleras occidental y oriental de los Andes. La carretera, por consiguiente, cruza los nudos andinos transversales que conectan las dos cordilleras de los Andes para desplazarse por las hoyas interandinas. La mayoría de la extensión de esta troncal forma parte de la Carretera Panamericana. La excepción a esta generalidad se da en el área metropolitana de la ciudad de Quito donde la Carretera Panamericana se desprende de la Troncal de La Sierra (E35) al extremo norte de la ciudad para posteriormente unificarse nuevamente con la ella al extremo sur de la ciudad. En este sector, la Carretera Panamericana esencialmente forma una ruta alterna a la Troncal de la Sierra (E35) que atraviesa el área urbana de Quito.

## Recorrido

### Provincia deCarchi
La Troncal de La Sierra (E35) inicia su recorrido al norte del país, en el Puente Internacional de Rumichaca sobre el río Carchi (frontera con Colombia). Su recorrido inicial es por sobre la Hoya del Carchi (una meseta ubicada a aproximadamente 3050 metros sobre el nivel del mar). La carretera pasa por la ciudad de Tulcán y por la localidad de Julio Andrade. En la ciudad de Tulcán, la troncal conecta con la Vía Colectora Maldonado-Tulcán (E182) que se extiende solamente en dirección occidental hasta la localidad de Maldonado. Del mismo modo, en la localidad de Julio Andrade, la troncal confluye con el ramal oriental de la Transversal Fronteriza (E10) proveniente de la ciudad amazónica de Nueva Loja en la Provincia de Sucumbíos. El siguiente tramo, que es compartido por ambas carreteras, lleva la denominación E35/E10. La E35/E10 continua hacia el sur y cruza el nudo de Boliche en la frontera interprovincial Carchi/Imbabura para descender a la Hoya del Chota.

### Provincia deImbabura
Una vez en la Hoya del Chota en la Provincia de Imbabura, la ruta combinada de la Troncal de la Sierra y la Transversal Norte (E35/E10) cambia rumbo hacia el suroeste y sigue el cauce del río Chota. A aproximadamente 15 Kilómetros al norte de Ibarra, la Transversal Fronteriza (E10) se desprende de la Troncal de la Sierra (E35) iniciando así su ramal occidental hacia la ciudad costera de San Lorenzo en la Provincia de Esmeraldas. Aquí la troncal, nuevamente denominada E35, toma rumbo sur y la carretera pasa por las ciudades de Ibarra y Otavalo y por el Lago de San Pablo. Continuando hacia el sur, la ruta cruza el nudo de Mojanda Cajas (límite interprovincial Imbabura-Pichincha) para entrar a la hoya de Guayllabamba.

### Provincia dePichincha

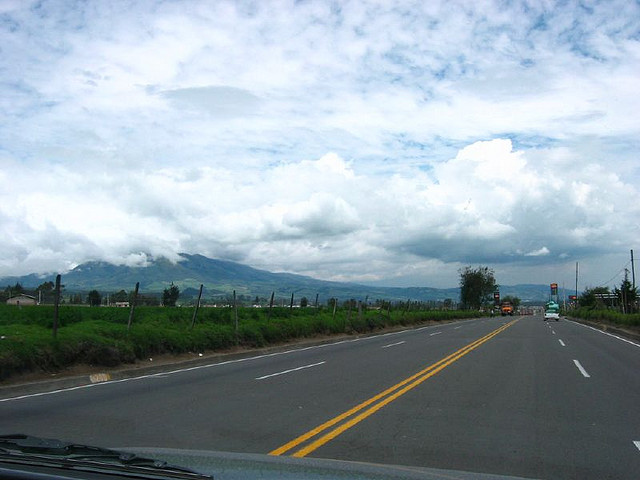
Panamericana - Cerca de Cashapamba, Pichincha, Ecuador

En la región norte de la Hoya de Guayllabamba en la Provincia de Pichincha, la Troncal de la Sierra (E35) pasa por la localidad de Cayambe donde la Carretera Panamericana se desprende de la Troncal de La Sierra (E35) con rumbo a la ciudad de Quito al oeste. Esta separación ocurre específicamente en la intersección con la Vía Colectora Quito-Cayambe (E28B). El trazado de la Troncal de La Sierra (E35) continua hacia el sur y a la altura de Santa Rosa de Cusubamba, al sur de Cayambe, la troncal recibe al término oriental de la Vía Colectora Guayllabamba-Santa Rosa de Cusubamba (E283). Posteriormente, la Troncal de La Sierra (E35) continúa hacia el sur por las localidades de El Quinche, Tababela (ubicación del Aeropuerto Internacional Mariscal Sucre), y Pifo. En Pifo, el ramal central de la Transversal Norte (E20) proveniente de la localidad de Baeza en la Provincia de Napo confluye con la Troncal de La Sierra (E35). A partir de esta unión, la denominación de la carretera cambia a E35/E20 hasta 2013 la E-35 abandona Santa Rosa de Cusubamba-Pifo y se traslada a la nueva perimetral y las vías colectoras Santa Rosa de Cusubamba y Quito-Cayambe en línea verde se pasa a la nueva E-35 en línea azul formará parte de la Carretera Panamericana desde 2013. 
Debido al intenso tráfico que provocará el nuevo Aeropuerto Internacional de Quito, le vía se encuentra en ampliación en algunos tramos.
Continuando en dirección sur, la carretera bordea los flancos orientales del cerro Ilaló hasta llegar a la localidad de Sangolquí. A continuación, a la altura de la localidad de Tambillo al suroeste de Sangolquí hasta 2013 la E-35 abandona Pifo-Tambillo y se traslada a la nueva Perimetral Metropolitana desde Oyacoto hasta el final del Corredor Periférico Oriental en línea azul formará parte de la Carretera Panamericana desde 2013, la E35/E20 nuevamente vuelve a formar parte de la Carretera Panamericana al confluir con la Vía Colectora Quito-Tambillo (E28A). A aproximadamente 6.5 kilómetros sur de Tambillo, en la localidad de Alóag, la Transversal Norte (E20) se desprende de la Troncal de La Sierra (E35) iniciando de esta manera su ramal occidental hacia la ciudad de Santo Domingo en la Provincia de Santo Domingo de los Tsáchilas. Al sur de Alóag, la carretera cruza el nudo de Tío Puyo (límite interprovincial Pichincha-Cotopaxi para entrar en la hoya del Patate.

### Provincias deCotopaxiyTungurahua

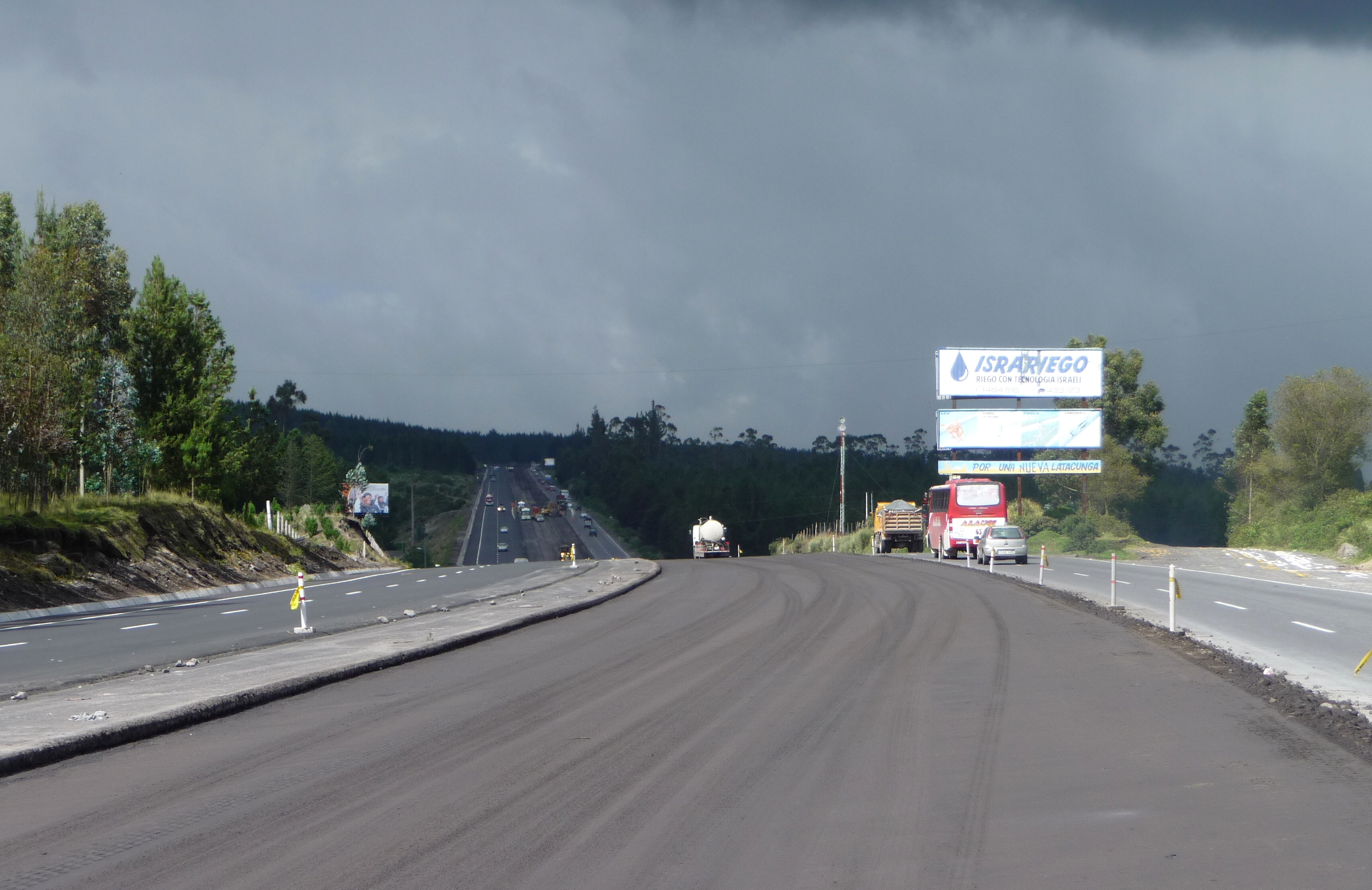
La E35 en ampliación cerca de Latacunga.

Una vez en la hoya del Patate, la Troncal de La Sierra (E35) circunvala las ciudades de Lasso, Latacunga y Salcedo en la Provincia de Cotopaxi. En este segmento, el ramal occidental de la Transversal Central (E30) interseca la troncal para compartir la carretera hasta la ciudad de Ambato en la Provincia de Tungurahua. El tramo entre Latacunga y Ambato lleva la denominación E35/E30. En Ambato inicia, entonces, el ramal oriental de la Transversal Central (E30) con rumbo oriental hacia la localidad de Baños en la Provincia de Tungurahua y hacia la ciudad de Puyo en la Provincia de Pastaza. 
La Troncal de La Sierra (E35) en sí no atraviesa la ciudad de Ambato sino que la circunvala por su margen oriental. Para conectar a Ambato, tres vías colectoras nacen de la troncal y terminan en la ciudad. Estas colectoras son el Acceso Norte de Ambato (E493), el Acceso Central de Ambato (E493A), y el Acceso Sur de Ambato (E493B). Desde Ambato, la Troncal de La Sierra (E35) continua con rumbo sur y cruza el nudo de Igualata-Sanancajas (límite interprovincial Cotopaxi-Chimborazo) para adientrarse a la hoya del Chambo.

### Provincia deChimborazo
Dentro de la hoya del Chambo en la Provincia de Chimborazo, la Troncal de La Sierra (E35) mantiene rumbo sur pasando por la ciudad de Riobamba y las localidades de Cajabamba, y Guamote. Posteriormente la troncal cruza el nudo de Tío Cajas para entrar a la hoya del Chanchán. En esta última hoya, la carretera pasa por las localidades de Alausí y Chunchí. Al sur de estas localidades, la ruta toma dirección suroeste para circunvalar/cruzar el nudo del Azuay - un macizo montañoso con alturas promedio de 4000 metros sobre el nivel del mar que sirve de frontera natural entre las provincias de Chimborazo y Cañar.

### Provincias deCañaryAzuay
Antes de completar la circunvalación/cruce del nudo del Azuay, en la localidad de Zhud (Provincia de Cañar), la Troncal de la Sierra (E35) se interseca con el ramal occidental de la Transversal Austral (E40) proveniente de la ciudad de Guayaquil en la Provincia de Guayas. Desde este punto la carretera toma la denominación E35/E40. La ruta prosigue hacia el sur, cruzando el nudo Curiquingue-Bueran adentrándose así a la hoya del Paute.
En el extremo norte de la hoya del Paute, todaía en la Provincia de Cañar, la ruta combinada de la Troncal de la Sierra y la Transversal Austral (E35/E40) pasa por la ciudad de Azogues para luego cruzar el río Paute (límite interprovincial Cañar-Azuay).En este punto, la Transversal Austral (E40) se desprende de la troncal iniciando así su ramal oriental hacia la ciudad de Macas en la Provincia de Morona Santiago.
La Troncal de la Sierra (E35) continua hacia el sur y retoma, por consiguiente, la denominación E35, además aumenta hasta los 6 carriles (3 al norte y 3 al sur). Continuando en dirección sur ya dentro de la Provincia de Azuay, la troncal pasa por el área metropolitana de la ciudad de Cuenca, bordeándola por el este, el sudeste y el sur de esta, bajo el nombre de Avenida Circunvalación Sur. Más al sur de Cuenca, la ruta vuelve a los dos carriles (uno al norte y uno al sur) y asciende el nudo de Portete-Tinajillas, pasa por la localidad de Oña y luego llega a la Provincia de Loja.

### Provincia deLoja
A partir de la cresta del nudo de Portete-Tinajillas (límite interprovincial Azuay/Loja), la Troncal de la Sierra (E35) se traza por la cresta de la Cordillera Silván y Alpachaca (un contrafuerte de la Cordillera Oriental de los Andes) a una altitud promedio de 3000 metros sobre el nivel del mar. De aquí la troncal continua en dirección sur cruzando diversos valles y contrafuertes de la Cordillera Oriental de los Andes (incluido el nudo de Acayana-Guagrahuma) hasta llegar a la ciudad de Loja ubicada en la hoya del mismo nombre.
En  Loja,  la troncal  cambia de dirección  norte-sur a este-oeste  y  empieza  a  descender  hacia  la Hoya de Catamayo.  Antes de cambiar de dirección, la troncal recibe  al  ramal oriental de la Transversal Sur (E50) proveniente de la ciudad amazónica de  Zamora  en la Provincia de Zamora Chinchipe. Por consiguiente, a partir de Loja y en dirección occidental, la Troncal de La Sierra (E35)  comparte  la  carretera con la Transversal Sur (E50) hasta aproximadamente 25 kilómetros al occidente de la ciudad de Catamayo. Este tramo lleva la denominación E35/E50. A partir de la separación de la troncal E35  con  la  transversal E50,  la troncal  retoma  su  dirección  norte-sur  pasando por la ciudad de Catacocha y el Valle de Casanga - Almendral, finalmente terminando su recorrido en la ciudad de Macará en la frontera con Perú.
En la Provincia de Loja la troncal alcanza la menor altura del recorrido y se deprime fluctuando entre 1000 y 600 m s. n. m. hasta llegar a los 400 m s. n. m. en el Puente Internacional de Macará.

## Concesiones
La porción de la Troncal de la Sierra (E35) entre el Puente internacional de Rumichaca en la frontera con Colombia hasta la ciudad de Riobamba en la Provincia de Chimborazo está concesionada a la empresa privada Panavial por lo que hay que realizar el pago de peajes en 9 estaciones a lo largo de la vía. A pesar de estar concesionado, el tramo de la Troncal de la Sierra (E35) entre la Vía Colectora Guayllabamba-Santa Rosa de Cusubamba (E283) y la Vía Colectora Quito-Tambillo (E28A) se encuentra en rehabilitación. Este tramo de la troncal, por consiguiente, no requiere el pago de peajes. 
La porción concesionada, de aproximadamente 512 kilómetros, tiene el siguiente carácter: 
Autovía de 4 carriles en el tramo Tulcán - Ibarra
Autopista de 6 carriles entre Ibarra - Límite interprovincial entre Pichincha e Imbabura (En terminación tramo Cajas - Otavalo) (Paso lateral de Otavalo en 8 carriles)
Carretera de 2 carriles entre el límite provincial entre Pichincha e Imbabura hasta Santa Rosa de Cusubamba
Autovía a 4 y 6 carriles entre Santa Rosa de Cusubamba y Tambillo (En ejecución)
Segmento tipo autopista de 8 carriles Área circundante al área metropolitana de Quito (Curva de Santa Rosa hasta Alóag)
Autovía de 6 y 4 carriles entre Alóag y Lasso
Paso Lateral de 6 carriles entre Lasso-Latacunga-Salcedo-Ambato
Segmento tipo autopista en el paso lateral de Ambato
Carretera de 2 carriles entre Ambato y Riobamba (Ampliación a 4 carriles en ejecución)

### Estaciones de peaje
Corredor Norte (de norte a sur) - Mapa y Valores
- San Gabriel (Tramo Rumichaca-Bolívar)
- Ambuquí (Tramo Bolívar-Ibarra)
- San Roque (Tramo Ibarra-Cajas)
- Cangahua (Tramo Cajas-Cayambe-Santa Rosa de Cusubamba-Guayllabamba) (desde 2013)
- Oyacoto (Tramo Santa Rosa de Cusubamba-Guayllabamba-Guayllabamba-Oyacoto) (desde 2012)
- Pintag (Tramo Santa Rosa de Cusubamba-Pifo-Pintag-El Colibrí) (desde 2020)

Corredor Sur (de norte a sur)- Mapa y Valores (enlace roto disponible en Internet Archive; véase el historial, la primera versión y la última).
- Machachi (Tramo Alóag-Puente Jambelí)
- Panzaleo (Tramo Puente Jambelí-Yambo)
- San Andrés (Tramo Yambo-Riobamba)

## Localidades destacables
De Norte a Sur:
- Tulcán,  Carchi
- San Pedro de Huaca,  Carchi
- San Gabriel,  Carchi
- Bolívar,  Carchi
- Ibarra,  Imbabura
- Atuntaqui,  Imbabura
- Otavalo,  Imbabura
- Cayambe, Bandera de Pichincha Pichincha
- Sangolquí, Bandera de Pichincha Pichincha
- Machachi, Bandera de Pichincha Pichincha
- Latacunga,  Cotopaxi
- San Miguel de Salcedo,  Cotopaxi
- Ambato,  Tungurahua
- Mocha,  Tungurahua
- Riobamba, Bandera de Chimborazo Chimborazo
- Cajabamba, Bandera de Chimborazo Chimborazo
- Guamote, Bandera de Chimborazo Chimborazo
- Alausí, Bandera de Chimborazo Chimborazo
- Chunchi, Bandera de Chimborazo Chimborazo
- El Tambo,  Cañar
- Cañar,  Cañar
- Biblián,  Cañar
- Azogues,  Cañar
- Cuenca,  Azuay
- Oña,  Azuay
- Saraguro,  Loja
- Loja,  Loja
- Catamayo,  Loja
- Catacocha,  Loja
- Macará,  Loja